# País de Caux
La comarca de Caux (en francés: Pays de Caux) es una región natural o país tradicional de Normandía. Pertenece a la cuenca parisina. Es una meseta calcárea en la Alta Normandía que se extiende hasta los acantilados de la Mancha. Ocupa la parte más grande del departamento de Sena Marítimo.
Las ciudades principales son: Dieppe, Fécamp, Yvetot y Étretat. La arquitectura rural se distingue por sus casas solariegas y sus palomares.
El cauchois es un importante dialecto (derivado del celta) de la lengua normanda.

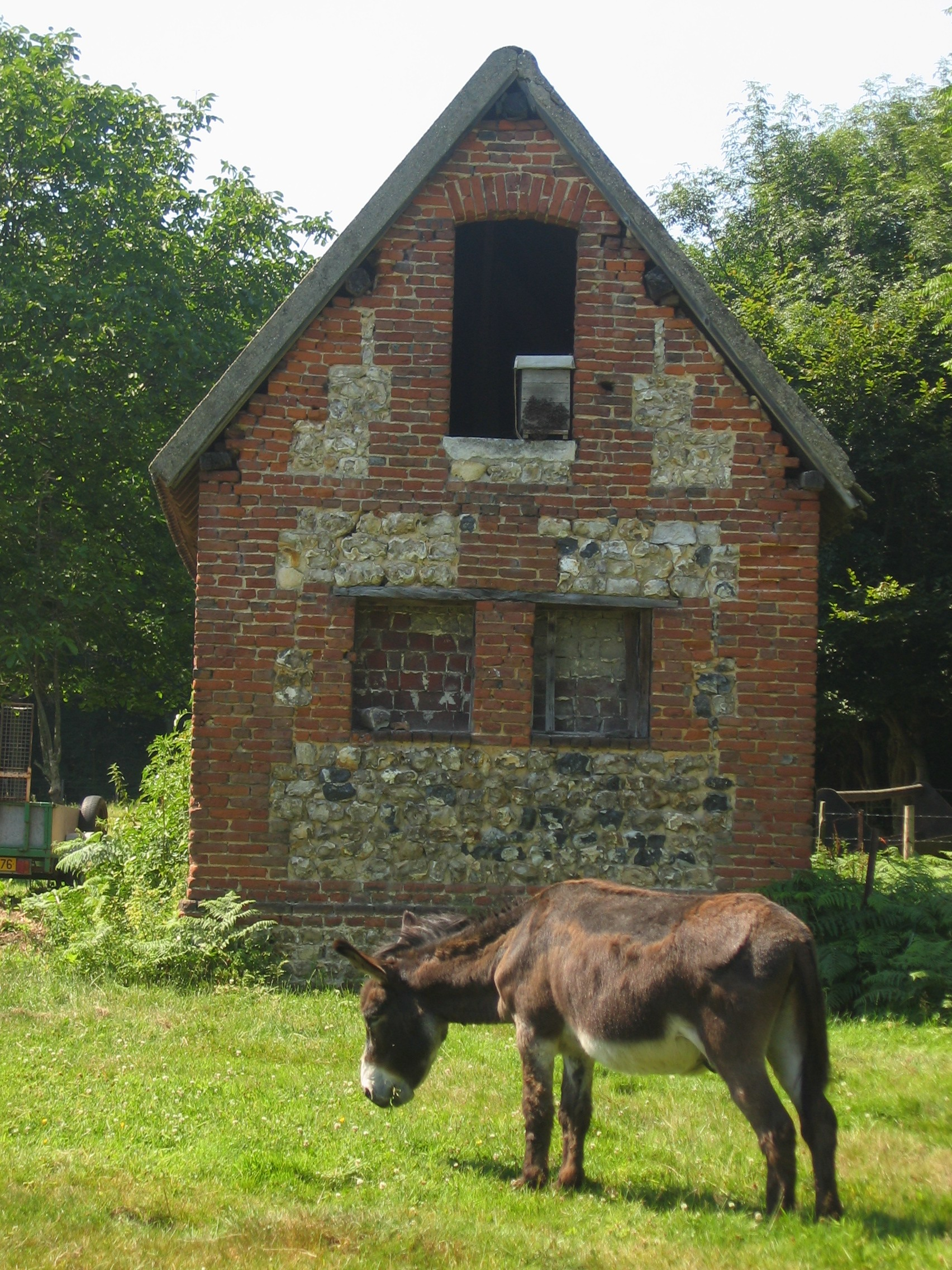
Comarca de Caux

## Historia

### Prehistoria
Durante el Mesolítico, período que empezó con la glaciación del Holoceno en 10000 a. C. y acabó con la llegada de los primeros agricultores en 5000 a. C., las culturas prehistóricas que ocupaban el país de Caux se unieron a las del depósito parisino (Tardenoisien) incorporando las características de la influencia belga. Su modo de vida estaba basado únicamente en una economía predadora caza-cosecha. El nomadismo se organizaba en función de los polos de atracción difíciles de definir, en todo caso no era producto de una hiperespecialización como en el Paleolítico (caza del reno, por ejemplo). Los territorios parecían más restringidos, este fenómeno podría estar ligado a un crecimiento demográfico debido a la multiplicación de recursos y al recalentamiento climático. Durante esos 5000 años, la estepa desértica iba siendo reemplazada, progresivamente, por los bosques de pinos, por bosques frondosos. Los grandes herbívoros desaparecieron o emigraron y el jabalí, los ciervos, los conejos empezaron a aparecer en los bosques. Los hombres se instalaban, casi siempre, cerca de los ríos, en lomas arenosas, o en zonas más húmedas (fondo de los valles). Sus herramientas de sílex, entre las que destacan los microlitos, piezas minúsculas que se utilizaban para construir las flechas. Los datos sobre su cultura son mínimos. El arte figurativo de las grutas iba desapareciendo para empezar a desarrollarse el abstracto. Los muertos no eran casi nunca enterrados, numerosas revisiones post mortem son difíciles de interpretar. Parece ser que los cadáveres no eran tabú, como pudieron serlo en las sociedades de agricultores posteriores.

### Galia independiente: los cáletes
Los cáletes fueron un pueblo galo que se establecieron en el país de Caux al que dieron su nombre. Su «capital» fue primero Caracotinum (Harfleur) y después Juiobona (Lillebonne). El relato de Julio César (Comentarios a la guerra de las Galias), da detalles sobre los cáletes, antepasados de los cauchois (véase el Libro II, 4, 9; Libro VII, 75, 3-4, Libro VIII, 7, 4).
Cáletes (Caleti en celta), significa «los valientes». En el siglo V, cuando la autoridad de Roma empezaba a declinar, los cáletes se unieron a los nánmetes, redones, abrincates unelos, lexovios, esuvios, viducasses, andecavos, aulercos (Diablintes, cenómanos y eburovices), los veliocases, parisios y vénetos en el seno de una vasta federación conocida con el nombre de Confederación armoricana destinada a derrotar a los ocupantes. A menudo se afirma que la leyenda del rey Arturo, recogida por el poeta normando Wace, tiene en realidad su origen en los combates que se desarrollaron durante aquella época en el oeste francés.

## Galia romana
Las excavaciones de salvamento de la autopista A29, han puesto de relieve muchas villas galo-romanas. Una de las más importantes es la de Sainte-Marguerite-sur-Mer, en el litoral oeste de Dieppe. Los arqueólogos han encontrado un complejo de muchas piezas, organizadas alrededor de un patio cuadrado. Muchas de ellas tienen mosaicos. En el norte los baños y otras estancias se calentaban con el hipocausto. Los materiales utilizados eran el adobe, y el entramado, materiales tradicionales de la arquitectura normanda.

### Edad Media
En la época merovingia, el país de Caux se individualizó en relación con Talou: antigua ciudad de los cáletes que se escindió en dos entidades o “país” (del latín pagus).
A partir de la creación del condado de Ruan y del ducado de Normandía (911), los vikingos se establecieron en gran número n la región dejando su impronta perdurable en el dialecto cauchois e incluso en el tipo étnico de los normandos cauchois.

### Tiempos modernos
La agricultura progresó: la cultura del trigo propició las grandes explotaciones en las que se practicaba la plantación trienal. El barbecho fue reemplazado, progresivamente, por el trébol, lo que mejoraba la productividad. En los márgenes se desarrollaba el cultivo del lino. En el norte se empezó a cultivar la colza. Las cosechas servían, sobre todo, para aprovisionar a la ciudad de Ruan. La artesanía estaba dedicada a la producción de lienzos. A finales del siglo XVIII, el hilado del algodón empezó su desarrollo. La marca de Gonneville-la-Mallet, se creó en 1633. Se vendían las sábanas, el trigo y el hilo, por el encaje.

## Las casas solariegas del país de Caux
Una casa solariega era la morada de un señor, en principio no fortificada. Después de la guerra de los Cien Años las casas señoriales no tenían necesidad de murallas ni torres. Los progresos de la artillería hacían inútiles las obras de fortificación. La paz y la prosperidad llegadas a partir del 1450 dieron la posibilidad de construir las casas solariegas utilizando los materiales locales (sílex, caliza), dejándose influenciar por el Renacimiento.
La mayor parte de las casas solariegas normandas tenían en su patio un palomar. Las investigaciones de los historiadores locales, han censado 635 palomares en los alrededores de Dieppe, de El Havre y de Ruan. La mayoría son circulares y fuertes. Los más curiosos son poligonales y con vigas de madera a la vista.

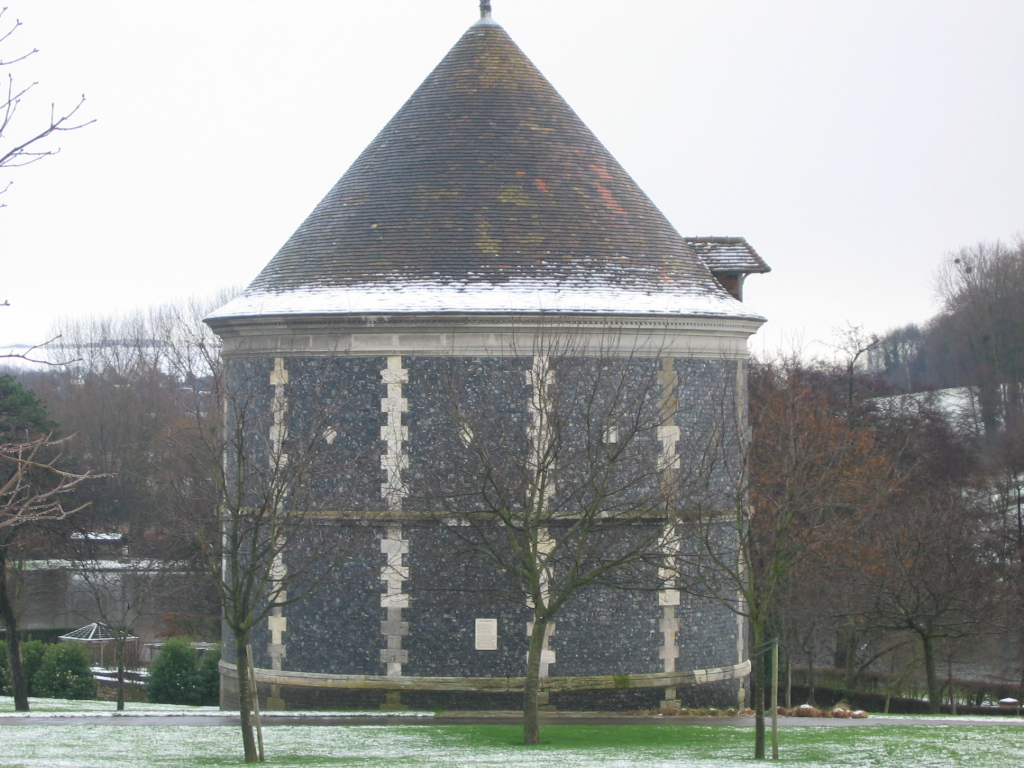
Casa solariega Rouelles, palomar.

Casas solariegas de los siglos XV y XVI:
- Casa de la Bouteillerie, Rouelles, El Havre, 1531, palomar de 1631
- Casa Dubocage de Bléville. Dollemard, El Havre, 1516
- Casa d’Harquebosc, Harfleur-Beaulieu
- Casa de Reauté, entre Octeville y Montivilliers, debe su nombre a una familia del siglo XVI. Casa contemporánea de Francisco I
- Castillo d’Éprémesnil, Éprémesnil, 1596, palomar (el feudo d’Éprémesnil estaba inscrito en 1503, pero el castillo bombardeado en 1944, databa del siglo XIX. Quizá existió una casa solariega e incluso un feudo primitivo (Baja Edad Media) en las proximidades del molino de Tauvais)
- Casa del Gran Clos, siglo XVI
- Casa de Séntitot, Bévilliers, 1528: casa solariega de ladrillo y piedra, con unas esculturas renacentistas. El feudo de Bévilliers perteneció a Louis de Richebourg y a Jehanne Viennens. En 1624 se construyó un templo protestante detrás de la casa.
- Casa de Petit col Moulins, siglo XVI, palomar
- Casa de Vitanval, Sainte-Adresse, primera mitad del siglo XV, palomar. Se trata de una casa solariega con partes de madera y una escalera voladiza instalada en una torrecilla. En 1563, el condestable de Montmorency se hospedó en la casa
- Casa d’Estouteville, en Loges, construida en el siglo XV por Guillaume d’Estouteville, arzobispo de Ruan en 1453.

## El litoral: la costa del Alabastro
De Dieppe a El Havre la costa presenta un acantilado ininterrumpido, con una altura de unos cien metros y recto como una muralla. De trecho en trecho, esta línea de rocas blancas se rompe bruscamente y un pequeño y estrecho valle con las pendientes cubiertas de hierba y de juncos marinos, desciende desde la meseta cultivada hacia una playa de guijarros alimentada por un barranco parecido al lecho de un torrente. La naturaleza ha creado estos valles, las lluvias tormentosas los han terminado con estos torrentes, recortando lo que resta del acantilado, profundizando hasta el mar el lecho de las aguas que sirve de pasaje para los hombres. Algunas veces una aldea se acurruca en estos valles, donde el viento sopla con violencia
Guy de Maupassant, Le saut du berger [El salto del pastor]. Texto publicado en Gil Blas del 9 de marzo de 1882

El aire tibio, mezclado con el olor de las costas, los juntos, el trébol y las hierbas, la fragancia de las rocas descubiertas, le estimulaba todavía más, embriagándole dulcemente y se animaba un poco más a cada paso, a cada segundo, a cada mirada sobre la silueta ágil de la mujer; estaba dispuesto a no dudar más y decirle que la amaba y que deseaba casarse con ella. La pesca le serviría, facilitándole la confidencia; ese sería un bonito marco, un bello rincón para hablar de amor, los pies en una balsa de aguas límpidas, viendo esconderse bajo las algas las largas barbas de las gambas. Cuando llegaron al borde del valle, al borde del abismo, vieron un pequeño sendero que descendía a todo lo largo del farallón y bajo ellos, entre el mar y el pie de la montaña, a media cuesta más o menos, un sorprendente caos de enormes rocas, derrumbadas, volcadas, se amontonaban las unas sobre las otras en una especie de llanura herbosa formada por los desprendimientos se extendía hacia el sur,. Sobre esta larga banda de maleza y de hierba sacudida, podría decirse que por los sobresaltos de un volcán, las rocas caídas parecían las ruinas de una gran ciudad desaparecida que contemplaba, en otros tiempos, el océano, dominado por la muralla blanca e infinita del acantilado.
Guy de Maupassant, Pierre et Jean, capítulo 6

## Geografía
El país de Caux es una meseta calcárea con una superficie ondulada y cortada por unas depresiones profundas. El limo fértil recubre una gran parte de estas mesetas, pero sufre la erosión eólica. Los paisajes tienen un aspecto tubular, con campos abiertos necesarios para la mecanización agrícola. La especificidad del país de Caux es el cercado de árboles, que es un espacio rodeado de setos arbóreos que sirven de barrera para el viento. Los árboles se plantan en un talud: hayas, robles o, actualmente, los olmos utilizados por su rápido crecimiento. Entre las hayas que crean un microclima, se plantas manzanos que permiten la producción de sidra y sirven de protección para los recentales. La evolución agraria conduce a una falta de cuidados de estos setos que acelera la erosión de los suelos. Constituyendo un parapeto contra el viento, los taludes plantados retienen, asimismo, el agua de la lluvia. Con el crecimiento demográfico del siglo XVIII los cercados arbóreos acabaron formando las aldeas rodeadas de setos. El paisaje del país de Caux no debe confundirse con las praderas de la Baja-Normandía.
El litoral está constituido por los acantilados de piedra caliza, más o menos altos. Los más conocidos son los de Étretat. Su color blanco explica el nombre de costa del Alabastro, en esta zona de Normandía. Los acantilados retroceden, en mayor o menor medida, en función de la erosión marina. Las playas están cubiertas de guijarros desprendidos del acantilado, pulidos por la acción del mar. Estos guijarros suelen desplazarse permitiendo que la arena, en algunos lugares, aflore.
El clima del país de Caux es oceánico: los inviernos son relativamente suaves y los veranos relativamente frescos. Los vientos dominantes vienen del oeste o del sudoeste. Las tempestades de otoño son frecuentes.

## Economía
El país de Caux es una próspera región agrícola en la que se practica la policultura: trigo, maíz, patatas, alfalfa, remolacha, colza, son los principales cultivos. La ganadería bovina también tiene su importancia.
Se beneficia, asimismo, del turismo, debido a balnearios de gran prestigio: Étretat, Yport, Veules-les-Roses, Dieppe… Tienen unas buenas comunicaciones con el norte de Francia y de Europa, gracias a la autopista A29 que también enlaza con la región parisina. Después del siglo XIX se edificaron muchas residencias secundarias.

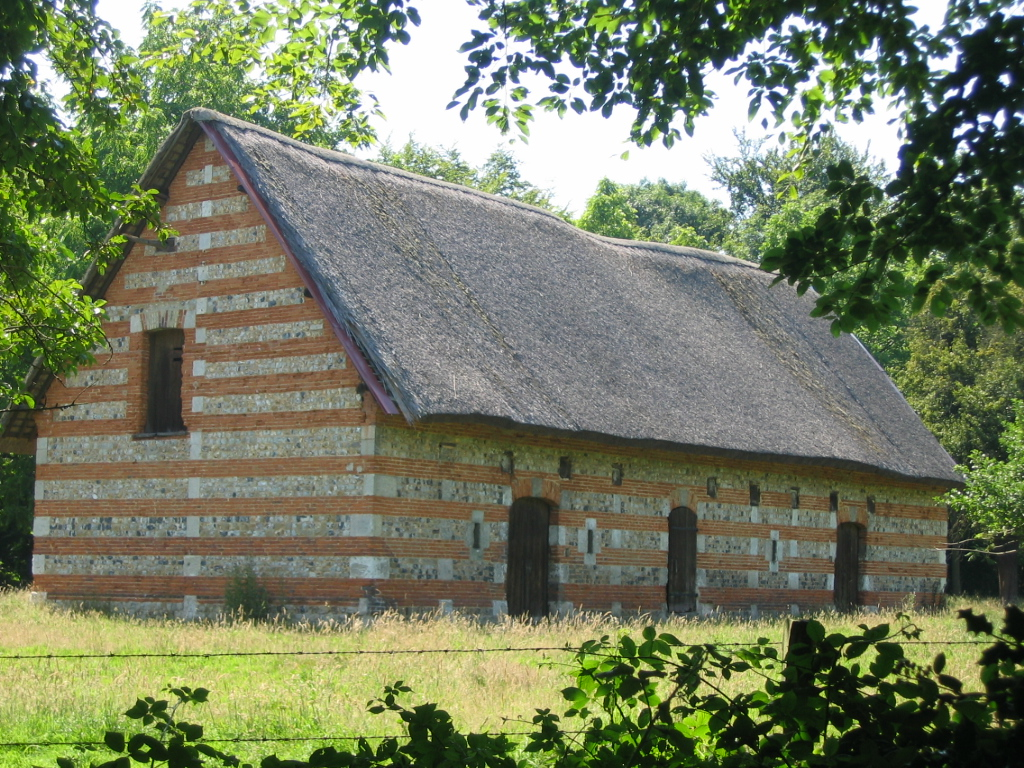
Granja cauchoise, arquitectura tradicional con utilización de ladrillos, sílex negro, piedra calcárea y paja.

## El país de Caux en la literatura
Guy de Maupassant, describió admirablemente el ambiente rural del país de Caux en sus novelas.

Era en otoño. A ambos lados del camino los campos desnudos se extendían, amarilleando con los tallos de la avena y del trigo segados que cubrían el suelo como una barba mal afeitada. La tierra brumosa parecía humear. Unas alondras cantaban en el aire, otros pájaros piaban en los matorrales.

Al fin el sol se alzó ante nosotros, apareciendo por el horizonte, muy rojo y, a medida que iba ascendiendo, se iba volviendo más claro de minuto en minuto, la campiña parecía despertarse, sonreír, sacudirse y quitarse, como una muchacha que acaba de levantarse, su camisón de vapores blancos.

El conde de Etraille, sentado en el pescante, gritó: “Miren, ¡una liebre!”, y extendía el brazo hacia la izquierda, señalando un campo de trébol. El animal escapaba, casi oculto por el verde, mostrando solamente sus grandes orejas; después corrió cruzando unas tierras de labor, se detuvo, reemprendió una loca carrera, cambió de dirección, se detuvo de nuevo, inquieto, oteando el menor peligro, indeciso sobre qué camino seguir, luego empezó a correr de nuevo dando grandes saltos y desapareció en un amplio campo de remolachas. Todos los hombres se despertaron, siguiendo la marcha del animal.
Guy de Maupassant, Miss Harriet. Texto publicado en Le Gaulois el 9 e julio de 1883, con el título de Miss Hasstings, publicado después en la recopilación Miss Harriet; Maupassant describe un viaje en diligencia entre Étretat y Tancarville

- Maurice Leblanc

- Gustave Flaubert